# 萝宾·格雷-加德纳
萝宾·格雷-加德纳（英語：Robyn Grey-Gardner，1964年9月6日—），澳大利亚女子赛艇运动员。她曾代表澳大利亚参加1984年夏季奥林匹克运动会赛艇比赛，获得女子四人单桨有舵手铜牌。